# Dipurena pyramis
Dipurena pyramis är en nässeldjursart som först beskrevs av Ernst Haeckel 1879.  Dipurena pyramis ingår i släktet Dipurena och familjen Corynidae. Inga underarter finns listade i Catalogue of Life.